# Dominik Furch
Dominik Furch, född 19 april 1990 i Prag i Böhmen i Tjeckien, en tjeckisk professionell ishockeyspelare som spelar för HC Kometa Brno. Han har tidigare spelat för bland annat Avangard Omsk, Örebro HK och Färjestad BK.

## Biografi
Furch moderklubb är HC Kobra Praha. Han gick vidare över till HC Slavia Prag där han inledde sin professionella ishockeykarriär säsongen 2007/2008. Inför säsongen 2015/2016 värvades han till Avangard Omsk i KHL. Efter tre säsonger i klubben skrev han kontrakt med Severstal Cherepovets 2018. Han valde inför säsongen 2019/2020 skriva kontrakt med Örebro HK i SHL. Säsongen därpå valde han återigen att återvända till ryska KHL, denna gången till Dinamo Minsk. 
I oktober 2021 blev Furch klar för spel i Färjestad BK. Han blev en av Färjestad BK:s stora guldhjältar då klubben tog sitt tionde SM-guld den 12 maj 2022. Under SM-slutspelet 2022 höll Furch nollan tre gånger, först i den sjätte kvartsfinalen mot Skellefteå AIK och sedan både i den andra finalmatchen mot Luleå HF och i den sjunde avgörande SM-finalen där han stod för flera avgörande räddningar innan laget lyckades göra matchens första mål i den tredje perioden.

## Klubbar
- HC Slavia Prag 2005–2015
- HC Rebel Havlíčkův Brod 2008, 2009–2010 (lån)
- HC Berounští Medvědi 2010–2011, 2011–2012 (lån)
- Avangard Omsk 2015/2016–2017/2018
- Severstal Cherepovets 2018/2019
- Örebro HK 2019/2020
- Dinamo Minsk 2020/2021
- HC Škoda Plzeň 2021
- Färjestad BK 2021–2022